# Salgó-patak
A Salgó-patak egy észak-magyarországi patak amely Rónafalunál ered és Salgótarján területén folyik bele a Tarján-patakba.

## Útvonala
Rónafalutól nagy esésben halad lefele. Zagyvarónánál párhuzamosan halad a Zagyvával. Salgótarjánba érve az acélgyár alatt halad, majd a belvárosba érve belefolyik a Tarján-patakba. 